# リュウキュウウミシダ

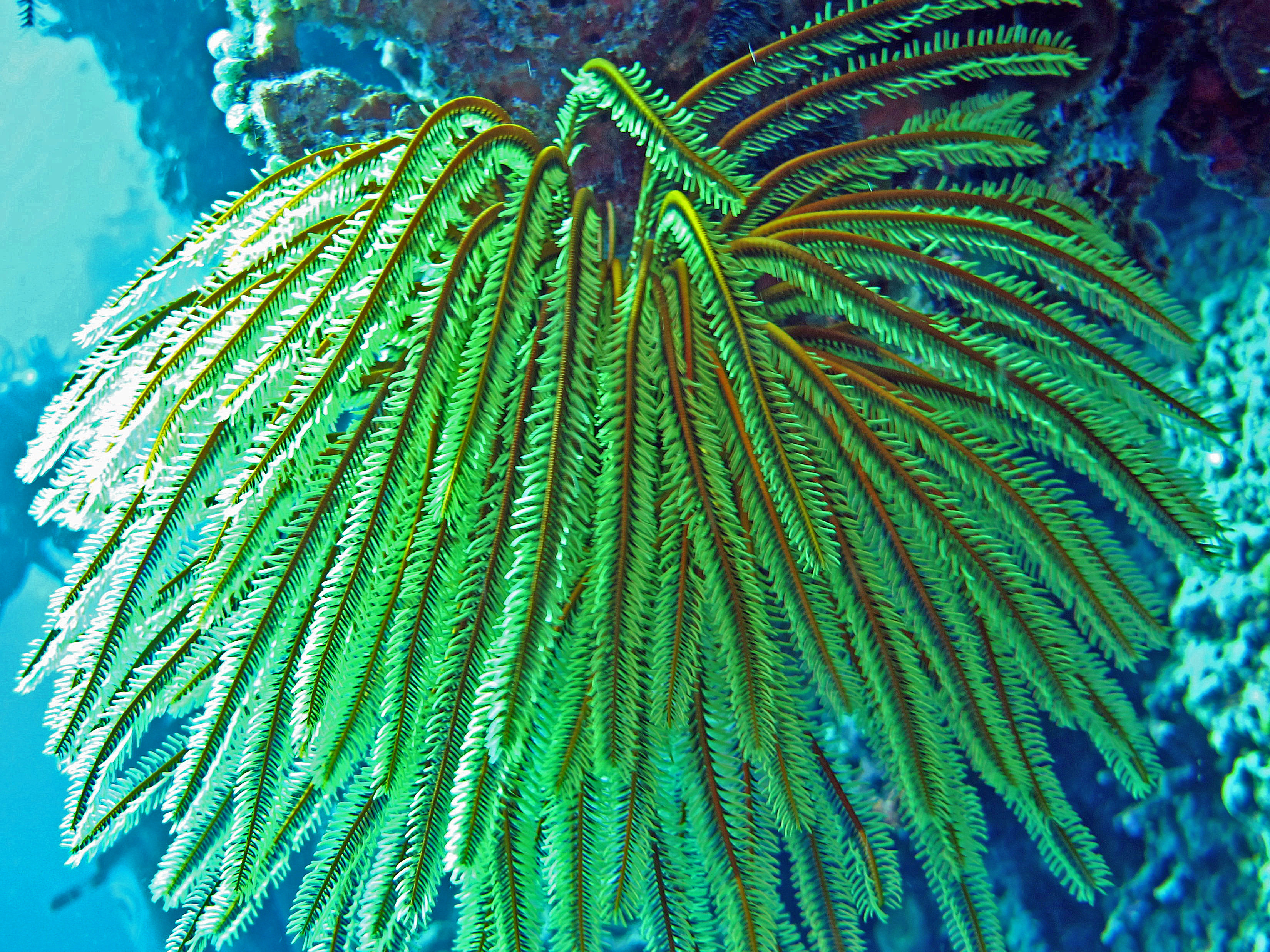
リュウキュウミシダ

リュウキュウウミシダ（Oxycomanthus bennetti）は、リュウキュウウミシダ属のウミシダ。

## 概要
オーストラリア北部と東南アジアの間のインド太平洋の浅瀬で見られる。最大30cm。
浮遊している食べ物を捕食しており、餌を捕らえるために水中に持ち上げ、残骸、植物プランクトン、動物プランクトンを食べる。
この種の色は、黄色から茶色、紫まで非常に多様。

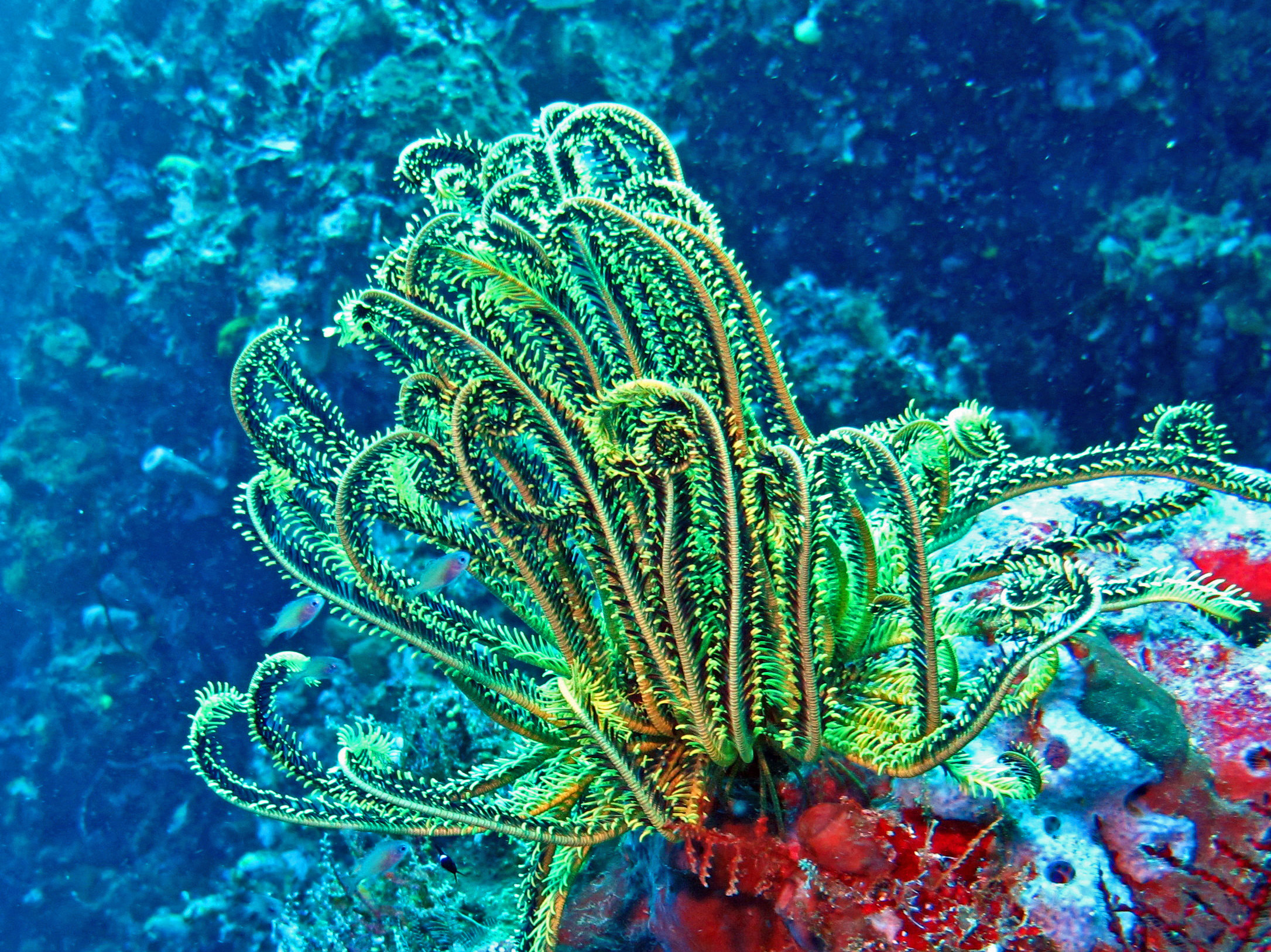
Oxycomanthus bennetti in Philippines
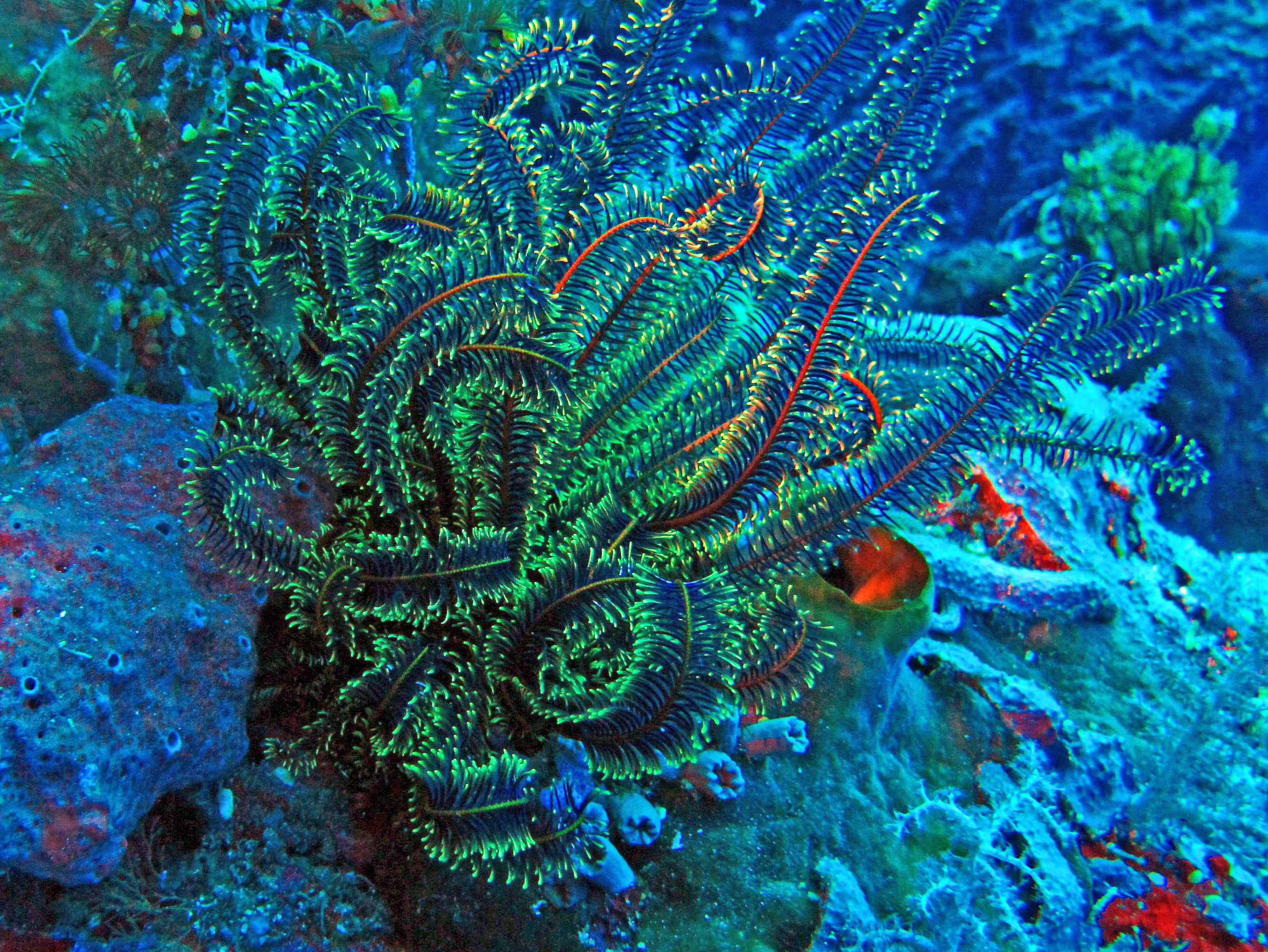
Oxycomanthus bennetti in Philippines